# Janko Kević
Janko Kević (* 21. April 1986 in Zagreb) ist ein ehemaliger kroatischer Handballspieler.

## Karriere

### Verein
Kević spielte in Kroatien für den RK Medveščak Zagreb, den RK Nexe Našice und den RK Siscia Sisak, bevor er 2013 seine erste Auslandsstation beim katarischen Klub al-Jaish absolvierte. Bereits im Dezember 2013 wechselte der 1,88 m große mittlere Rückraumspieler zurück nach Europa zum polnischen Verein Wisła Płock. Von 2014 bis 2016 lief er wieder im Katar für den al-Sadd Sports Club auf. Die folgenden Spielzeiten war er für den RK Dubrava in Kroatien, Göztepe SK in der Türkei und HC Dobrogea Sud Constanța in Rumänien aktiv. Im Sommer 2019 verpflichtete ihn der deutsche Drittligist MSG Groß-Bieberau/Modau, den er aus beruflichen Gründen im Dezember 2019 wieder Richtung Našice verließ. Ab 2023 stand Kević beim deutschen Drittligisten TuS Ferndorf unter Vertrag. Im Jahr 2024 stieg er mit Ferndorf in die 2. Bundesliga auf. Nach der Saison 2024/25 beendete er seine Karriere.

### Nationalmannschaft
Mit der kroatischen Nationalmannschaft belegte Kević bei der Weltmeisterschaft 2021 den 15. Platz, dabei warf er ein Tor in drei Einsätzen.